# Görres-Gesellschaft
Die Görres-Gesellschaft zur Pflege der Wissenschaft ist eine der ältesten deutschen Wissenschaftsgesellschaften. Aufgabe der Gesellschaft ist die „Bewahrung ihres im katholischen Glauben wurzelnden Gründungsauftrages, wissenschaftliches Leben auf den verschiedenen Fachgebieten anzuregen und zu fördern und die Gelegenheit zum interdisziplinären Austausch zu bieten“.

## Geschichte
Die Görres-Gesellschaft wurde am 25. Januar 1876 von katholischen Gelehrten und Publizisten in Koblenz unter der Bezeichnung Görres-Gesellschaft zur Pflege der katholischen Wissenschaften gegründet. Mitbegründer und Hauptinitiator war der spätere bayerische Ministerpräsident und deutsche Reichskanzler Georg von Hertling, der auch erster Präsident der Görres-Gesellschaft wurde. Die Gründungsversammlung wurde angesichts des Kulturkampfes von einem preußischen Polizeibeamten auf „staatsfeindliche Umtriebe“ beobachtet. Ziel der Versammlung war es, „die Vorherrschaft des weltanschaulichen Liberalismus zurückzudrängen und eine Gesellschaft zur ‚Pflege der Wissenschaft im katholischen Deutschland‘ zu gründen“.
Benannt ist die Görres-Gesellschaft nach dem Hochschullehrer und Publizisten Joseph Görres. Die Theologische Fakultät der Erzdiözese Salzburg, die deutschsprachige Benediktinerkonföderation, der Katholische Akademikerverband und die Görres-Gesellschaft führten erstmals vom 3. bis 22. August 1931 die Salzburger Hochschulwochen (SHW) durch; auch als universitas catholica in nuce bezeichnet. Anschließend kam es zum Zerwürfnis mit der Görres-Gesellschaft. Zu diesem Zeitpunkt wurde sie von Heinrich Finke autoritär geführt. Sein Vorgänger ab 1919/1920–1924 war Hermann von Grauert.
1941 wurde sie von den Nationalsozialisten aufgelöst und 1948 in Köln wiedergegründet.

## Organisation
Organisiert ist die Gesellschaft als Verein in privater Trägerschaft, sie wird von einem ehrenamtlichen Vorstand verwaltet. Die Mitgliedschaft ist frei und an keinen bestimmten Status gebunden. Die Görresgesellschaft gliedert sich mittlerweile in 20 Sektionen (unter anderem für Rechts- und Staatswissenschaften, Geschichte, christlichen Orient, Pädagogik und Philosophie), die sich zu jährlichen Generalversammlungen treffen und dabei auch über den Stand der aktuellen Forschung informieren.
Als Nachfolger von Paul Mikat und Wolfgang Bergsdorf ist seit 2015 Bernd Engler Präsident. Sitz der Gesellschaft ist Bonn. Seit ihrer Gründung wurden einige Görres-Institute im Ausland (das Römische Institut der Görres-Gesellschaft am Campo Santo Teutonico/Rom 1887, Jerusalemer Institut der Görres-Gesellschaft (JIGG)/Jerusalem 1908, Madrid 1926, Lissabon 1962) eingerichtet. Sie zählt rund 3.000 Mitglieder (Stand: 2022). Im Jahre 1925 hatte die Mitgliederzahl mit 4.600 den Höchststand erreicht.
Das Hauptarbeitsgebiet der Görres-Gesellschaft besteht in der philosophischen Auseinandersetzung mit den heutigen Forschungsergebnissen auf dem Fundament von christlicher Ethik und christlichem Menschenbild. Dazu fördert die Görres-Gesellschaft junge Wissenschaftler, widmet sich der Pflege des akademischen Lebens in Deutschland, und beteiligt sich auch an größeren Forschungsprojekten.
Die Görres-Gesellschaft ist Herausgeber zahlreicher Publikationen, darunter die Vierteljahrsschrift für wissenschaftliche Pädagogik, das Philosophische Jahrbuch, das Historische Jahrbuch und das Jahrbuch für Europäische Ethnologie.
Das älteste Institut der Görres-Gesellschaft ist das 1888 zunächst als „Station“ gegründete Römische Institut der Görres-Gesellschaft (auch Historisches Institut der Görres-Gesellschaft). Es ist zugleich das älteste Auslandsinstitut und hat seit Beginn seinen Sitz am Priesterkolleg des Campo Santo Teutonico (Vatikan). Seine Aufgabe ist die Grundlagenforschung auf dem Gebiet der Kirchengeschichte und Christlichen Archäologie. Gemeinsam mit dem Priesterkolleg gibt es die Römische Quartalschrift für Christliche Altertumskunde und Kirchengeschichte heraus. Direktor des Instituts ist Stefan Heid.
Das Institut für Interdisziplinäre Forschung der Görres-Gesellschaft (fr.: Institut International de Synthèse de la Société Görres) ist eine wissenschaftliche Einrichtung der Görres-Gesellschaft. Seine Aufgabe besteht in der interdisziplinären Forschung und der Vereinigung der verschiedenen Wissenschaften, besonders der Theologie, Philosophie und der Naturwissenschaften. Das Institut wurde am 12. Mai 1957 gegründet. Der Vorstand setzt sich aus einem Direktor und vier Vizedirektoren zusammen. Zurzeit ist Ulrich Lüke Direktor des Instituts, stellvertretende Direktoren sind Stephan Borrmann, Christoph Horn und Gregor Maria Hoff. Laut Ansprache von Josef Kälin bei der Gründungsveranstaltung sollte das Görres-Institut 20 bis 40 Mitglieder haben, wovon mindestens die Hälfte deutschsprachig sein sollte. 2013 zählte das Institut 20 aktive Mitglieder, 16 emeritierte Mitglieder, sowie drei ständige Gäste und zwei junge Gäste. Das Institut führt jährlich eine Arbeitstagung zu einem Generalthema durch. Mit der Gründung des Instituts wurde 1967 auch ein Publikationsorgan eingerichtet. Die Reihe Naturwissenschaft und Theologie veröffentlichte die Ergebnisse der jährlichen Arbeitstagungen. Nach zwölf Heften wurde die Reihe 1972 durch die Reihe Grenzfragen abgelöst.
Seit 1908 gibt es das Jerusalemer Institut der Görres-Gesellschaft, dessen Direktor seit 2011 der Benediktiner-Pater Nikodemus Schnabel ist. Dessen Gründung wurde 1909 bis 1910 von Konrad Lübeck vorbereitet.
Der Protektor der Görres-Gesellschaft ist traditionell der Erzbischof von Köln, derzeit Rainer Maria Kardinal Woelki (Stand 2024).

## Ehrenring der Görres-Gesellschaft
Seit 1977 wird jährlich der Ehrenring der Görres-Gesellschaft an „verdiente Persönlichkeiten des wissenschaftlichen und öffentlichen Lebens“ vergeben. Erster Träger war der Historiker Clemens Bauer.

## Präsidenten
- Georg von Hertling (1843–1919), Politiker und Philosoph, Gründungspräsident der Görres-Gesellschaft von 1877 bis 1919
- Hermann von Grauert (1850–1924), Historiker, Präsident der Görres-Gesellschaft von 1920 bis 1924
- Heinrich Finke (1855–1938), Kirchenhistoriker und Mediävist, Präsident der Görres-Gesellschaft von 1924 bis 1938
- Hans Peters (1896–1966), Rechtswissenschaftler, Präsident der Görres-Gesellschaft von 1940/41 und 1948 bis 1966
- Paul Mikat (1924–2011), Rechtswissenschaftler und Politiker, Präsident der Görres-Gesellschaft von 1967 bis 2007
- Wolfgang Bergsdorf (1941–2024), Politikwissenschaftler, Präsident der Görres-Gesellschaft von 2007 bis 2015
- Bernd Engler (* 1954), Amerikanist, Präsident der Görres-Gesellschaft seit 2015

## Forschungsstipendiaten
- Anton Pieper (1854–1908), Kirchenhistoriker, 1880 bis 1882
- Johann Peter Kirsch (1861–1941), Kirchenhistoriker und Christlicher Archäologe, 1888 bis 1890
- Joseph Schlecht (1857–1925), Historiker, 1890–1891
- Stephan Ehses (1855–1926), Kirchenhistoriker, 1891 bis 1895
- Sebastian Merkle (1862–1945), Kirchenhistoriker, 1894–1898
- Emil Göller (1874–1933), Kirchenhistoriker, 1900 bis 1903
- Franz Joseph Dölger (1879–1940), Kirchenhistoriker, 1909 bis 1910
- Franz Xaver Glasschröder (1864–1933), bayerischer Historiker und Archivar
- Andreas Evaristus Mader (1881–1949), Bibelwissenschaftler, 1911 bis 1917
- Ludwig Arnold Mohler (1883–1943), Kirchenhistoriker, 1912 bis 1915
- Hubert Bastgen (1876–1946), Kirchenhistoriker, 1925 bis 1927
- Johannes Pohl (1904–1960), Judaist und Hebraist, 1932 bis 1934
- Hubert Jedin (1900–1980), Kirchenhistoriker, 1928 bis 1930, 1933 bis 1936
- Hermann Hoberg (1907–1992), Kirchenhistoriker, 1938 bis 1950
- Johannes Emminghaus (1916–1989), Liturgiewissenschaftler, 1950 bis 1952
- Ludwig Voelkl (1899–1985), Christlicher Archäologe, 1950 bis 1952
- Walter Nikolaus Schumacher (1913–2004), Christlicher Archäologe, 1951 bis 1953
- Konrad Repgen (1923–2017), Historiker, 1952 bis 1953
- Andreas Kraus (1922–2012), Historiker, 1956 bis 1958
- Otto Feld (1928–2011), Christlicher Archäologe, 1961 bis 1964
- Hermann Josef Roth (* 1938), Kunsthistoriker und Naturwissenschaftler, 1961
- Peter Lorbacher (* 1936), Mediziner 1963 bis 1964
- Burkhard Roberg, Historiker, 1963 bis 1964
- Kurt Körbel (1930–1969), Theologe, 1964 bis 1968
- Wolfgang Reinhard (* 1937), Historiker, 1966 bis 1973
- Ursula Nilgen (1931–2018), Kunsthistorikerin, 1967 bis 1969
- Christoph Weber (* 1943), Historiker, 1970 bis 1972
- Klaus Jaitner, Historiker, 1972 bis 1973
- Michael Durst (* 1953), Kirchenhistoriker, 1977 bis 1978
- Heinrich Reinhardt (* 1947), Philosoph, 1978 bis 1980
- Michael Menzel (* 1956), Historiker, 1985 bis 1989
- Barbara Hallensleben (* 1957), Dogmatikerin, 1989 bis 1992
- Konrad Hilpert (* 1947), Moraltheologie, 1989 bis 1990
- Gregor Ahn (* 1958), Religionswissenschaftler, 1991 bis 1995
- Stefan Samerski (* 1963), Theologe und Kirchenhistoriker, 1991 bis 2000
- Theo Schwarzmüller (* 1961), Historiker, 1996 bis 1998
- Horst Philipp Schneider (* 1962), Byzantinist, 1998 bis 2002
- Silke Diederich (* 1970), Altphilologin, 2000 bis 2003
- Sandra Kluwe (* 1975), Germanistin, 2002 bis 2004
- Christoph H. F. Meyer (* 1966), Rechtswissenschaftler, 2003 bis 2005 und 2008
- Isabelle Mandrella (* 1968), Philosophin, 2005 bis 2007
- Maria Teresa Börner, Historikerin, 2002 bis 2007